# آلبرت دبلیو هال
آلبرت دبلیو هال (انگلیسی: Albert W. Hull; ۱۹ آوریل ۱۸۸۰ – ۲۲ ژانویهٔ ۱۹۶۶) دانشمند در زمینه اهل ایالات متحده آمریکا بود.
وی همچنین برندهٔ جوایزی همچون مدال افتخار آی‌تریپل‌ئی و جایزه موریس لیبمن انجمن مهندسان برق و الکترونیک آمریکا شده‌است.